# Andrea Fischbacher
Andrea Fischbacher (* 14. Oktober 1985 in Schwarzach im Pongau) ist eine ehemalige österreichische Skirennläuferin. Sie war vor allem in den schnellen Disziplinen Super-G und Abfahrt erfolgreich. In den Jahren 2004 und 2005 wurde sie Juniorenweltmeisterin im Super-G. In der Saison 2004/05 gewann sie die Gesamtwertung des Europacups und im Winter 2008/09 erreichte sie den zweiten Rang im Abfahrtsweltcup. Ihr größter Erfolg war der Olympiasieg im Super-G in Vancouver 2010. 2015 beendete Fischbacher ihre aktive Sportlerkarriere.

## Biografie

### Aufstieg in das Nationalteam (bis 2006)
Andrea Fischbacher bekam als Vierjährige ihre ersten Skier und bestritt schon ein Jahr später die ersten Rennen. Mit sechs Jahren begann sie im Skiclub Eben mit regelmäßigem Training und in den nächsten Jahren gelangen ihr zahlreiche Siege bei Nachwuchsrennen. Nach der Volksschule besuchte sie die Skihauptschule in Bad Gastein. Die erhoffte Aufnahme in den Salzburger Landeskader gelang ihr aber noch nicht, und so wechselte sie nach drei Jahren an die Skihauptschule in Schladming und besuchte anschließend die dortige Skihandelsschule, die sie 2004 abschloss.
In der Saison 2000/01 bestritt die damals 15-Jährige ihre ersten FIS-Rennen und nach diesem Winter gelang ihr die Aufnahme in den Salzburger Landeskader. Trotz zahlreicher Ausfälle während der nächsten Saison wurde sie 2002 in den Nachwuchskader des Österreichischen Skiverbandes (ÖSV) aufgenommen. Im Dezember 2002 feierte sie ihre ersten Siege in FIS-Rennen, im Februar 2003 wurde sie Österreichische Juniorenmeisterin im Riesenslalom, im Super-G und in der Kombination und kurz danach kam sie erstmals im Europacup zum Einsatz. Bei den Juniorenweltmeisterschaften im März 2003 war ihr bestes Ergebnis der achte Platz im Riesenslalom und nach Saisonende stieg sie in den B-Kader des ÖSV auf.
Im Winter 2003/04 wurde Fischbacher zum zweiten Mal Österreichische Juniorenmeisterin im Super-G und auch international konnte sie große Erfolge erzielen. Am 20. Dezember 2003 feierte sie im Super-G am Tonalepass ihren ersten Europacupsieg und mit weiteren drei Podestplätzen im Super-G erreichte sie den zweiten Rang in der Disziplinenwertung und Platz vier im Gesamtklassement. Der Höhepunkt des Winters waren die Juniorenweltmeisterschaften 2004 in Maribor, wo sie zeitgleich mit der Italienerin Nadia Fanchini die Goldmedaille im Super-G gewann. Deshalb konnte sie in dieser Disziplin beim Saisonfinale in Sestriere erstmals im Weltcup starten. Wegen eines Torfehlers kam sie jedoch nicht ins Ziel. Nach den Leistungen dieses Winters wurde sie in den österreichischen A-Kader aufgenommen.
Durch die Europacupresultate des Vorjahres hatte Fischbacher für die Saison 2004/05 einen Fixstartplatz im Weltcup. Nachdem sie im Dezember zwei Europacuprennen in Zauchensee gewinnen konnte, holte sie wenige Tage später mit Rang 28 im Super-G von St. Moritz ihre ersten Weltcuppunkte. Bereits in ihrem nächsten Weltcuprennen, dem Super-G von Cortina d’Ampezzo am 12. Jänner 2005, erreichte sie den achten Platz. Damit sicherte sie sich ein Ticket für die Weltmeisterschaften 2005 in Bormio, wo sie im Super-G nach Ausfällen von zwei ihrer Teamkolleginnen als beste Österreicherin den siebenten Platz erreichte. Bei den Juniorenweltmeisterschaften 2005 in Bardonecchia konnte sie ihren Super-G-Titel erfolgreich verteidigen. Im Europacup entschied Fischbacher mit ihren zwei Siegen, weiteren drei Podestplätzen und insgesamt 14 Top-10-Resultaten die Gesamtwertung der Saison 2004/05 für sich. Im Super-G-Klassement wurde sie wie im Vorjahr Zweite.
Seit der Saison 2005/06 ist Fischbacher ausschließlich im Weltcup am Start. Anfang Dezember fuhr sie mit Platz zwei im Super-G von Lake Louise und Rang drei im Super-G von Aspen erstmals auf das Podium. Anschließend kam sie aber in keinem Rennen mehr unter die besten fünf und in der Gesamtwertung klassierte sie sich im Super-G und in der Kombination in den Top 10. Im Super-G der Olympischen Winterspiele 2006 in Turin belegte sie Rang 13 und nach der Saison stieg sie ins ÖSV-Nationalteam auf.

### Weltcuperfolge, Olympiasieg und Karriereende (ab 2006)
Im Winter 2006/07 erzielte Fischbacher ähnliche Resultate wie im Vorjahr, insgesamt fuhr sie neunmal unter die schnellsten zehn. Ihr einziger Podestplatz war der zweite Rang im Super-G beim Saisonfinale in Lenzerheide, womit sie auf Platz acht im Super-G-Weltcup kam. Sie gehörte auch dem Team für die Weltmeisterschaften 2007 in Åre an, kam aber nach einem Sturz im Abfahrtstraining zu keinem Renneinsatz.
In der Saison 2007/08 hatte Fischbacher mit vielen Ausfällen im Slalom und im Riesenslalom zu kämpfen und sie erreichte insgesamt nur sechs Top-10-Ergebnisse. Unter diesen war aber auch der in Anbetracht ihrer sonstigen Saisonresultate überraschende erste Weltcupsieg im Super-G von Sestriere am 10. Februar 2008, der ihr zeitgleich mit der Schweizerin Fabienne Suter gelang. Im Gesamtklassement kam sie diesmal jedoch in keiner Disziplin unter die besten zehn und auch im Gesamtweltcup fiel sie nach Platz 15 bzw. 13 in den beiden letzten Jahren auf Rang 20 zurück. Dies war ihr letzter Winter, in dem sie an Slalomrennen im Weltcup teilnahm.
Im Winter 2008/09 erzielte Fischbacher wieder deutlich konstantere Leistungen. Sie begann die Saison mit einem dritten Rang im Riesenslalom von Sölden, ihrem bisher besten Resultat in dieser Disziplin, und einem zweiten Rang im Super-G von Lake Louise. Bei den Weltmeisterschaften 2009 in Val-d’Isère kam sie sowohl im Super-G, als auch in der Abfahrt und im Riesenslalom zum Einsatz. Während sie im Riesenslalom nur Platz 24 belegte, wurde sie in der Abfahrt Siebente und im Super-G gewann sie hinter der US-Amerikanerin Lindsey Vonn und der Französin Marie Marchand-Arvier die Bronzemedaille. Am 28. Februar 2009 gewann Fischbacher die Weltcupabfahrt in Bansko, nachdem sie am Vortag bei der ersten Abfahrt bereits Zweite geworden war, und sicherte sich damit hinter Vonn den zweiten Platz im Abfahrtsweltcup. Im Gesamtweltcup erreichte sie den zehnten Rang.
Fischbacher erzielte in der Saison 2009/10 zunächst mehrere Top-10-Ergebnisse, bis ihr am 31. Jänner 2010 im Super-G von St. Moritz der nächste Podestplatz gelang. Den größten Erfolg ihrer Karriere feierte die 24-Jährige bei den Olympischen Winterspielen 2010 in Vancouver. Nachdem sie im Abfahrtslauf als Vierte eine Medaille nur um 0,03 Sekunden verpasste, gewann sie vor der Slowenin Tina Maze und Lindsey Vonn den Super-G und wurde damit Österreichs dritte Olympiasiegerin in dieser Disziplin nach Sigrid Wolf (1988) und Michaela Dorfmeister (2006). Die Weltcupsaison beendete sie an fünfter Stelle in der Super-G-Wertung und wie im Vorjahr als Zehnte im Gesamtweltcup. Im November 2010 wurde sie als Österreichs Sportlerin des Jahres ausgezeichnet.
In der Saison 2010/11 blieb Fischbacher erstmals seit langem ohne Weltcup-Podestplatz. Mehrmals verfehlte sie einen solchen aber nur knapp, wie etwa bei ihrem besten Saisonresultat, dem vierten Platz in der Abfahrt von Cortina d’Ampezzo am 22. Jänner 2011. Bei den Weltmeisterschaften 2011 in Garmisch-Partenkirchen erzielte sie Rang neun in der Abfahrt und Platz 25 im Riesenslalom. Im Super-G schied sie aus. In der Saison 2011/12 fuhr Fischbacher nur in drei Rennen unter die besten zehn. In der Saison 2012/13 fuhr Fischbacher nur in einem Rennen unter die besten zehn.
In der Saison 2013/14 folgte mit der Nicht-Nominierung für die Olympischen Winterspiele 2014 in Sotschi ein weiterer Tiefschlag in ihrer Karriere. Völlig überraschend gelang Fischbacher im ersten Rennen nach Olympia, der Abfahrt in Crans-Montana, ihr dritter Weltcupsieg. In der Saison 2014/15 konnte sie im alpinen Skiweltcup keine Top-10-Platzierung erreichen. Nach dem Ende der Saison beendete Fischbacher ihre aktive Sportlerkarriere am 10. Juni 2015 und begründete dies mit nachlassender Motivation.

## Privates
Andrea Fischbacher wohnt in Eben im Pongau und ist die Großcousine von Hermann Maier und dem Snowboarder Alexander Maier. Im Sommer 2005 absolvierte sie die Grundausbildung beim Österreichischen Bundesheer und wurde danach Zeitsoldatin im Heeressportzentrum, dieses verließ sie im Jahr 2008.

## Erfolge

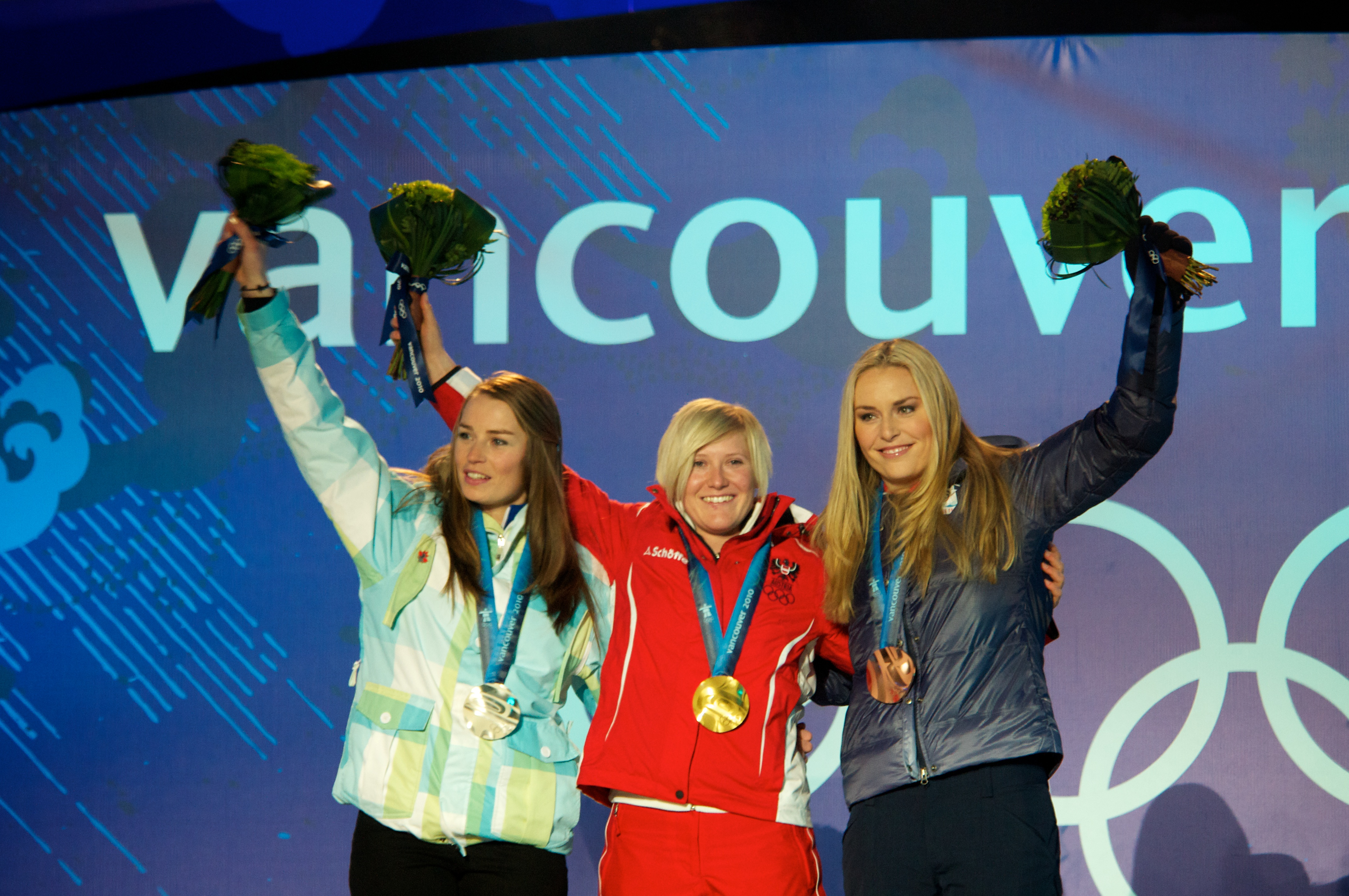
Andrea Fischbacher (Mitte) bei der Super-G-Siegerehrung der Olympischen Winterspiele 2010

### Olympische Spiele
- Turin 2006: 13. Super-G
- Vancouver 2010: 1. Super-G, 4. Abfahrt

### Weltmeisterschaften
- Bormio 2005: 7. Super-G
- Val-d’Isère 2009: 3. Super-G, 7. Abfahrt, 24. Riesenslalom
- Garmisch-Partenkirchen 2011: 9. Abfahrt, 25. Riesenslalom
- Schladming 2013: 8. Abfahrt, 9. Super-G

### Weltcupwertungen
| Saison  | Gesamt | Gesamt | Abfahrt | Abfahrt | Super-G | Super-G | Riesenslalom | Riesenslalom | Slalom | Slalom | Kombination | Kombination | City Event | City Event |
| Saison  | Platz  | Punkte | Platz   | Punkte  | Platz   | Punkte  | Platz        | Punkte       | Platz  | Punkte | Platz       | Punkte      | Platz      | Punkte     |
| ------- | ------ | ------ | ------- | ------- | ------- | ------- | ------------ | ------------ | ------ | ------ | ----------- | ----------- | ---------- | ---------- |
| 2004/05 | 68.    | 65     | 47.     | 11      | 29.     | 47      | 50.          | 7            | –      | –      | –           | –           | –          | –          |
| 2005/06 | 15.    | 507    | 36.     | 40      | 7.      | 231     | 14.          | 170          | 34.    | 24     | 10.         | 42          | –          | –          |
| 2006/07 | 13.    | 488    | 11.     | 205     | 8.      | 158     | 18.          | 86           | 39.    | 26     | 35.         | 13          | –          | –          |
| 2007/08 | 20.    | 360    | 25.     | 99      | 12.     | 198     | 27.          | 26           | 52.    | 5      | 21.         | 32          | –          | –          |
| 2008/09 | 10.    | 697    | 2.      | 326     | 8.      | 197     | 14.          | 147          | –      | –      | 20.         | 27          | –          | –          |
| 2009/10 | 10.    | 486    | 15.     | 113     | 5.      | 239     | 17.          | 112          | –      | –      | 20.         | 22          | –          | –          |
| 2010/11 | 14.    | 483    | 11.     | 175     | 13.     | 111     | 13.          | 134          | –      | –      | 15.         | 48          | 9.         | 15         |
| 2011/12 | 31.    | 284    | 17.     | 120     | 15.     | 130     | 34.          | 34           | –      | –      | –           | –           | –          | –          |
| 2012/13 | 60.    | 109    | 33.     | 28      | 21.     | 88      | –            | –            | –      | –      | –           | –           | –          | –          |
| 2013/14 | 21.    | 313    | 8.      | 257     | 38.     | 22      | 33.          | 34           | –      | –      | –           | –           | –          | –          |
| 2014/15 | 63.    | 89     | 31.     | 43      | 40.     | 13      | 31.          | 33           | –      | –      | –           | –           | –          | –          |

### Weltcupsiege
Fischbacher errang 10 Podestplätze in Einzelrennen, davon 3 Siege:
| Datum              | Ort           | Land      | Disziplin |
| ------------------ | ------------- | --------- | --------- |
| 10. Februar 2008 * | Sestriere     | Italien   | Super-G   |
| 28. Februar 2009   | Bansko        | Bulgarien | Abfahrt   |
| 2. März 2014       | Crans-Montana | Schweiz   | Abfahrt   |

* zeitgleich mit Fabienne Suter
Hinzu kommen 3 Podestplätze bei Mannschaftswettbewerben, davon 2 Siege.

### Europacup
- Saison 2003/04: 4. Gesamtwertung, 2. Super-G-Wertung
- Saison 2004/05: 1. Gesamtwertung, 2. Super-G-Wertung
- 11 Podestplätze, davon 3 Siege:

| Datum             | Ort                 | Land       | Disziplin |
| ----------------- | ------------------- | ---------- | --------- |
| 20. Dezember 2003 | Pontedilegno/Tonale | Italien    | Super-G   |
| 16. Dezember 2004 | Zauchensee          | Österreich | Abfahrt   |
| 17. Dezember 2004 | Zauchensee          | Österreich | Super-G   |

### Juniorenweltmeisterschaften
- Briançonnais 2003: 8. Riesenslalom, 14. Abfahrt
- Maribor 2004: 1. Super-G, 7. Kombination, 10. Riesenslalom, 14. Abfahrt, 23. Slalom
- Bardonecchia 2005: 1. Super-G

### Weitere Erfolge

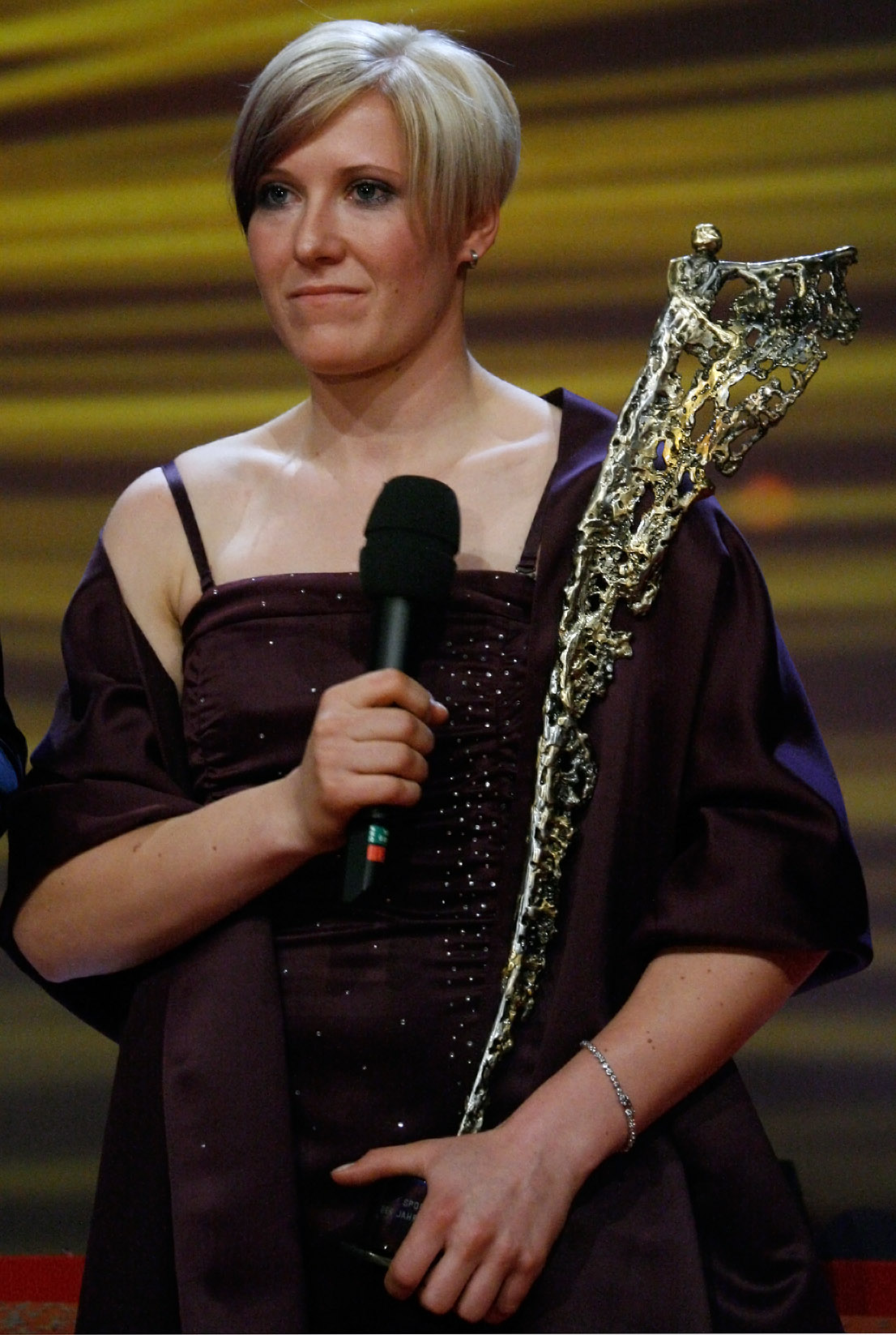
Andrea Fischbacher mit der Auszeichnung als Sportlerin des Jahres 2010

- Österreichische Juniorenmeisterin im Super-G, im Riesenslalom und in der Kombination 2003 und im Super-G 2004
- Österreichische Vizemeisterin im Super-G 2006 und 2010 sowie in der Abfahrt 2006
- 8 Siege in FIS-Rennen (3 × Super-G, 2 × Riesenslalom, 2 × Slalom, 1 × Abfahrt)

## Auszeichnungen
- 2009: Goldenes Verdienstzeichen der Republik Österreich[4]
- 2010: Goldenes Ehrenzeichen für Verdienste um die Republik Österreich[5]
- 2010: Österreichs Sportlerin des Jahres